# Enrique Campos (Sänger, 1913)
Enrique Campos (Enrique Inocencio Troncone, * 10. März 1913 in Montevideo; † 13. März 1970 in Buenos Aires) war ein uruguayischer Tangosänger, Bandleader und Tangokomponist.

## Leben
Campos debütierte 1936 begleitet von den Gitarristen Alfredo Solís und Carlos Méndez unter seinem echten Namen Inocencio Troncone. Unter dem Pseudonym Eduardo Ruiz trat er bis 1943 mit dem Orchester Eduardo Depaulis auf. 1939 hatte er mit Depauli, Miguel Angel Manzi und dem Duo Carmen und Magdalena Méndez einen Auftritt bei Cine Radio City. 1940 unternahm er eine Tournee durch den Süden Brasiliens. Im Folgejahr gehörte er dem Orchester Pintín Castellanos’ (mit Alfredo Gobbi und Armando Blasco) an, mit dem er u. a. im Palacio de la Cerveza, im Cabaret Tabarís und bei Radio Monumental auftrat.
1943 wurde Campos in Buenos Aires Mitglied in Ricardo Tanturis Orquesta Típica Los Indios. Da es in Argentinien bereits mehrere Sänger namens Ruiz gab, nahm er auf Vorschlag Tanturis das Pseudonym Enrique Campos an. Er debütierte mit Tanturi bei Radio El Mundo und nahm mit seinem Orchester mehrere Titel auf. 1947 engagierte ihn Francisco Rotundo als Sänger seines Orchesters neben Mario Corrales, der später als Mario Pomar bekannt wurde. Mit diesem Orchester hatte er Auftritte u. a. bei Radio Splendid, im Teatro Empire und im Café Nacional. Hierauf gründete er ein eigenes Orchester mit dem Bandoneonisten Alfredo Calabró, dem u. a. der Pianist Sebastián Garreta, der Bandoneonist Roberto Pansera und der Geiger Raúl Domínguez angehörten. Mit diesem entstand nur eine Aufnahme, die beim Label Sondor in Montevideo erschien.
1950 leitete Campos kurze Zeit ein Orchester mit seinem Freund Juan Carlos Miranda. Hierauf wechselte er zu Francisco Rotundos Orchester, wo Floreal Ruiz sein Gesangspartner war. Ende 1952 wurde er Mitglied in Roberto Calós Orchester, dem zu dieser Zeit der Pianist Osvaldo Tarantino, der Geiger Leo Lípesker und der Bandoneonist Ernesto Franco angehörten. Zwei Jahre später wechselte er abermals zu Rotundo. Der zweite Sänger in dessen Orchester war zunächst Ricardo Argentino, später Alfredo Del Río.
Im Jahr 1957 gründete Caló mit dem Pianisten Dante De Simone ein eigenes Quintett, darauf arbeitete er mit der Sängerin Elena Maida und einem von Dante Smurra geleiteten Orchester zusammen. Später trat er nur noch sporadisch auf: 1962 bei Canal4 in Montevideo mit Toto Edelmiro D'Amarios Gruppe, in Buenos Aires bei Radio Splendid mit Graciano Gómez’ Orchester und 1965 bei Radio El Mundo wieder mit Dante Smurra. 1969 nahm er als Solosänger Titel beim Label Magenta auf. In Montevideo war er Gast in einem Fernsehprogramm Miguel Ángel Manzis.

## Aufnahmen
- Muchachos comienza la ronda (von Luis Porcell und Leopoldo Díaz Vélez)
- Al pasar (von Raúl Iglesias und Juan Gatti)
- Llorando la carta (von Juan Fulginitti)
- El viejo vals (von Charlo und José González Castillo)

## Kompositionen
- Esclavas y reinas (Text von Jorge Moreira)
- Dale Artime (Text von Jorge Moreira)
- Dale negra (Text von Jorge Moreira)
- Por qué no estás tú (Text von Julio Jorge Nelson)
- Aunque me llame papá (Text von Jorge Moreira)
- Buenos Aires del cuarenta (Text von Jorge Moreira)
- Para el final (Text von Jorge Moreira)
- Del potrero (Text von Jorge Moreira)
- Pero quisiera encontrarte (Text von Jorge Moreira)
- Te estoy agradecido (Text von Jorge Moreira)
- Conformate con ser buena (Text von Juan Fulginitti)